# دبوس (سلاح)
الدَّبُوس (الجمع: دبابيس) أو المِقمَعة (الجمع: مقامع) أو المِيْس هو سلاح كليل (غير حاد)، وهو نوع من الهراوات يستخدم رأساً ثقيلاً في نهاية المقبض لتوجيه ضربات قوية.

## التسمية
تُسمى في اللغة الإنجليزية "mace" وهي مأخوذة من كلمة "masse" الفرنسيَّة (اختصار لـ "Masse d'armes") وتعني «الإِرْزَبَّة» أي «المطرقة الثقيلة» وهي مطرقة ذات كتلة ثقيلة في نهايتها.

## طالع المزيد
- مخباط (سلاح)